# Eddie McCalmon
Eddie McCalmon, kanadski profesionalni hokejist, * 30. maj 1902, Varney, Ontario, Kanada, † 23. april 1987. 
McCalmon je igral na položaju desnega krilnega napadalca, najvidneje v moštvih Chicago Black Hawks in Philadelphia Quakers v ligi NHL, v kateri je skupaj igral dve sezoni. 

## Kariera
McCalmon je večino svoje hokejske kariere preigral v rodni provinci Saskatchewan. Kariero je začel v moštvu Lumsden Athletic Club in jo nadaljeval v SIHA moštvu Regina Victorias. Od 1923 do 1927 je McCalmon pripadal univerzitetni ekipi Saskatchewan Huskies. Kariero je nato nadaljeval v moštvu Saskatoon Sheiks, ki je nastopalo v ligi Prairie Hockey League.
Med sezono je bil vpleten v menjavo, ki ga je z Earlom Millerjem preselila v NHL moštvo Chicago Black Hawks. Za Chicago je igral na 23 tekmah in se dvakrat vpisal med strelce. Naslednji dve sezoni je preživel v moštvih Tulsa Oilers in Toronto Millionaires, v sezoni 1930/31 pa je zastopal barve moštva Philadelphia Quakers v ligi NHL. Po koncu sezone je klub razpadel, McCalmon pa je končal kariero.

### Pregled kariere
Odebeljeno - reprezentančni nastopi, glej tudi Statistika pri hokeju na ledu.
| Moštvo                | Liga   | Sezona |    | Redni del | Redni del | Redni del | Redni del | Redni del | Redni del |   | Končnica | Končnica | Končnica | Končnica | Končnica | Končnica |
| --------------------- | ------ | ------ | -- | --------- | --------- | --------- | --------- | --------- | --------- | - | -------- | -------- | -------- | -------- | -------- | -------- |
| Moštvo                | Liga   | Sezona | OT | G         | P         | T         | +/-       | KM        | OT        | G | P        | T        | +/-      | KM       |          |          |
| Lumsden Athletic Club | SAHA   | 17/18  |    |           |           |           |           |           |           |   |          |          |          |          |          |          |
| Lumsden Athletic Club | M-Cup  | 17/18  |    |           |           |           |           |           |           |   | 3        | 6        | 0        | 6        |          | 0        |
| Lumsden Athletic Club | SAHA   | 18/19  |    | 10        | 21        | 0         | 21        |           | 3         |   |          |          |          |          |          |          |
|                       |        |        |    |           |           |           |           |           |           |   |          |          |          |          |          |          |
| Lumsden Athletic Club | SIHA   | 20/21  |    | 10        | 21        | 0         | 21        |           | 3         |   | 3        | 6        | 0        | 6        |          |          |
| Regina Victorias      | SIHA   | 21/22  |    | 1         | 0         | 0         | 0         |           | 0         |   |          |          |          |          |          |          |
| Regina Victorias      | SIHA   | 22/23  |    |           |           |           |           |           |           |   |          |          |          |          |          |          |
| Saskatchewan Huskies  | N-SSHL | 23/24  |    |           |           |           |           |           |           |   |          |          |          |          |          |          |
| Saskatchewan Huskies  | N-SSHL | 24/25  |    | 5         | 2         | 4         | 6         |           | 4         |   |          |          |          |          |          |          |
| Saskatchewan Huskies  | N-SSHL | 25/26  |    |           |           |           |           |           |           |   |          |          |          |          |          |          |
| Saskatchewan Huskies  | N-SSHL | 26/27  |    |           |           |           |           |           |           |   |          |          |          |          |          |          |
| Saskatoon Sheiks      | PrHL   | 27/28  |    | 12        | 8         | 0         | 8         |           | 2         |   |          |          |          |          |          |          |
| Chicago Black Hawks   | NHL    | 27/28  |    | 23        | 2         | 0         | 2         |           | 8         |   |          |          |          |          |          |          |
| Tulsa Oilers          | AHA    | 28/29  |    | 2         | 0         | 0         | 0         |           | 5         |   |          |          |          |          |          |          |
| Toronto Millionaires  | IHL    | 29/30  |    | 34        | 6         | 4         | 10        |           | 10        |   |          |          |          |          |          |          |
| Philadelphia Quakers  | NHL    | 30/31  |    | 16        | 3         | 0         | 3         |           | 6         |   |          |          |          |          |          |          |
| Skupaj                |        |        |    | 113       | 63        | 8         | 71        |           | 41        |   | 6        | 12       | 0        | 12       |          | 0        |